# ZX80
ZX80 sägs ha grundat den brittiska hemdatormarknaden. När Sinclair släppte den var den marknadens minsta och billigaste dator och den såldes i 70 000 exemplar.
Den modesta minneskapaciteten var 4 KiB ROM och 1 KiB RAM i grundutförande. Som CPU användes den överkomliga Z80-kopian NEC μPD780C-1 klockad med 3,25 MHz. Skärmen kunde visa 24 rader med 32 tecken per rad. Datorn såldes färdigbyggd och som byggsats. En minnesexpansion på upp till 16 KiB kunde kopplas in via en expansionskontakt baktill, en printer likaså.
Som de flesta hemdatorer hade den en inbyggd BASIC-tolk. Denna var lite speciell, bland annat för att varje kommando representeras av endast en tangenttryckning, ungefär som på en miniräknare, så för till exempel PRINT så trycker användaren bara på "O".
Minnet på 1024 bytes i grundutförande var litet, även med samtida mått, och skulle även rymma det som visas på TV-skärmen. För att inte hela 24x32 matrisen skall behöva lagras avslutas därför varje teckenrad som visas på skärmen av ett NEWLINE-tecken i bildminnet (precis som i programminnet). Att skapa en TV-bild av detta underlättades av att CPU:n var involverad i videogenereringen.
Av samma skäl lagras kommandon, funktioner och andra teckenkombinationer (>=, <>, etc) i programminnet med endast en byte. För att göra plats för sådana koder, inverterade tecken, och annat, så är teckenuppsättningen helt egen, och alltså inte någon variant av till exempel ASCII.
Teckenkoderna är även avpassade för att underlätta skapandet av en TV-bild med ett minimum av hårdvara; själva Z80-processorn används nämligen som en slags videosignalsgenererande slav när den inte behöver utföra någonting annat. TV-skärmen blinkar därför till för varje tecken som matas in på tangentbordet, eller blir helt svart, när ett BASIC-program körs. ZX80 efterträddes därför ganska snart av ZX81 som visade kontinuerlig bild (trots att hårdvaran var nästan identisk!).